# Donji Orahovac, Kotor
Donji Orahovac este un sat din comuna Kotor, Muntenegru. Conform datelor de la recensământul din 2003, localitatea are 257 de locuitori (la recensământul din 1991 erau 288 de locuitori).

## Demografie
În satul Donji Orahovac locuiesc 215 persoane adulte, iar vârsta medie a populației este de 41,1 de ani (38,0 la bărbați și 44,0 la femei). În localitate sunt 84 de gospodării, iar numărul mediu de membri în gospodărie este de 3,06.
Populația localității este foarte eterogenă.
|  |

| Demografie | Demografie | Demografie |
| An         | Locuitori  | Locuitori  |
| ---------- | ---------- | ---------- |
|            |            |            |
|            |            |            |
|            |            |            |
|            |            |            |
| 1948       | 179        |            |
| 1953       | 189        |            |
| 1961       | 200        |            |
| 1971       | 248        |            |
| 1981       | 319        |            |
| 1991       | 288        | 288        |
| 2003       | 267        | 257        |

| \| Componența etnică conform recensământului din 2003[2] \| Componența etnică conform recensământului din 2003[2] \| Componența etnică conform recensământului din 2003[2] \| Componența etnică conform recensământului din 2003[2] \| Componența etnică conform recensământului din 2003[2] \| \| ----------------------------------------------------- \| ----------------------------------------------------- \| ----------------------------------------------------- \| ----------------------------------------------------- \| ----------------------------------------------------- \| \| \| \| \| \| \| \| Sârbi \| Sârbi \| \| 124 \| 48,24% \| \| Muntenegreni \| Muntenegreni \| \| 104 \| 40,46% \| \| Croați \| Croați \| \| 7 \| 2,72% \| \| Sloveni \| Sloveni \| \| 3 \| 1,16% \| \| necunoscută \| necunoscută \| \| 0 \| 0% \| |              |  |     |        |
| Componența etnică conform recensământului din 2003 |              |  |     |        |
| |              |  |     |        |
| Sârbi | Sârbi        |  | 124 | 48,24% |
| Muntenegreni | Muntenegreni |  | 104 | 40,46% |
| Croați | Croați       |  | 7   | 2,72%  |
| Sloveni | Sloveni      |  | 3   | 1,16%  |
| necunoscută | necunoscută  |  | 0   | 0%     |